# Baza Sportivă Ciarda Roșie
Stadionul Ciarda Roșie este un stadion polivalent din Timișoara, România. Până în 2015 stadionul a fost numit Tehnomet, când a fost preluat de Ripensia Timișoara și redenumit Ciarda Roșie, după cartier unde se află. Este folosit mai ales pentru meciurile de fotbal și a fost terenul gazdei Ripensia Timișoara din 2015 până în 2019. Din sezonul 2019–2020, găzduiește Ripensia U19 și U17. echipe. Stadionul are 1.000 de locuri.
Baza sportivă mai deține terenuri de tenis. 